# Gustavo Ayón
Gustavo Alfonso Ayón Aguirre (Tepic, 1º aprile 1985) è un ex cestista messicano con cittadinanza spagnola.

## Carriera
Con il Messico ha disputato i Campionati mondiali del 2014 e quattro edizioni dei Campionati americani (2007, 2009, 2013, 2015).

## Statistiche

### NBA

#### Regular season
| Anno      | Squadra         | PG  | PT | MP   | TC%  | 3P% | TL%  | RP  | AP  | PRP | SP  | PP  |
| --------- | --------------- | --- | -- | ---- | ---- | --- | ---- | --- | --- | --- | --- | --- |
| 2011-2012 | N.O. Hornets    | 54  | 24 | 20,1 | 53,6 | 0,0 | 61,9 | 4,9 | 1,4 | 1,0 | 0,9 | 5,9 |
| 2012-2013 | Orlando Magic   | 43  | 3  | 13,3 | 53,6 | -   | 50,0 | 3,3 | 1,4 | 0,3 | 0,3 | 3,6 |
| 2012-2013 | Milwaukee Bucks | 12  | 0  | 13,6 | 59,5 | -   | 8,3  | 4,9 | 1,0 | 0,8 | 0,3 | 4,3 |
| 2013-2014 | Atlanta Hawks   | 26  | 14 | 16,5 | 51,0 | -   | 40,0 | 4,8 | 1,1 | 1,0 | 0,4 | 4,3 |
| Carriera  | Carriera        | 135 | 41 | 16,7 | 53,6 | 0,0 | 50,4 | 4,4 | 1,3 | 0,7 | 0,5 | 4,7 |

#### Play-off
| Anno     | Squadra         | PG | PT | MP  | TC%  | 3P% | TL% | RP  | AP  | PRP | SP  | PP  |
| -------- | --------------- | -- | -- | --- | ---- | --- | --- | --- | --- | --- | --- | --- |
| 2013     | Milwaukee Bucks | 3  | 0  | 2,3 | 50,0 | -   | -   | 0,0 | 0,0 | 0,0 | 0,0 | 1,3 |
| Carriera | Carriera        | 3  | 0  | 2,3 | 50,0 | -   | -   | 0,0 | 0,0 | 0,0 | 0,0 | 1,3 |

### Eurolega
| Anno       | Squadra              | PG  | PT  | MP   | TC%   | 3P% | TL%  | RP  | AP  | PRP | SP  | PP   |
| ---------- | -------------------- | --- | --- | ---- | ----- | --- | ---- | --- | --- | --- | --- | ---- |
| 2014-2015† | Real Madrid          | 29  | 23  | 18,7 | 62,3  | -   | 79,4 | 4,5 | 1,9 | 1,1 | 0,6 | 8,1  |
| 2015-2016  | Real Madrid          | 27  | 27  | 26,1 | 62,2  | -   | 61,9 | 7,9 | 2,3 | 1,8 | 1,3 | 11,6 |
| 2016-2017  | Real Madrid          | 36  | 36  | 20,7 | 69,9* | -   | 48,5 | 5,2 | 2,3 | 0,9 | 0,6 | 9,8  |
| 2017-2018† | Real Madrid          | 18  | 11  | 23,0 | 57,7  | -   | 58,1 | 5,8 | 2,8 | 1,4 | 0,8 | 9,3  |
| 2018-2019  | Real Madrid          | 31  | 6   | 19,7 | 66,9  | -   | 54,2 | 6,0 | 2,9 | 0,8 | 0,8 | 8,3  |
| 2019-2020  | Zenit S. Pietroburgo | 26  | 14  | 21,4 | 59,6  | 0,0 | 58,2 | 5,3 | 2,2 | 1,3 | 0,5 | 12,5 |
| Carriera   | Carriera             | 167 | 117 | 21,4 | 63,4  | 0,0 | 58,7 | 5,8 | 2,4 | 1,2 | 0,7 | 9,9  |

## Palmarès
- Campionato spagnolo: 4

Real Madrid: 2014-15, 2015-16, 2017-18, 2018-19
- Copa del Rey: 3

Real Madrid: 2015, 2016, 2017
- Supercoppa spagnola: 2

Real Madrid: 2014, 2018
- Eurolega: 2

Real Madrid: 2014-15, 2017-18
- Coppa Intercontinentale: 1

Real Madrid: 2015

### Individuali
- All-Euroleague Second Team: 2

Real Madrid: 2015-16, 2016-17
- MVP Coppa del Re: 1

Real Madrid: 2016